# Opera poligonale

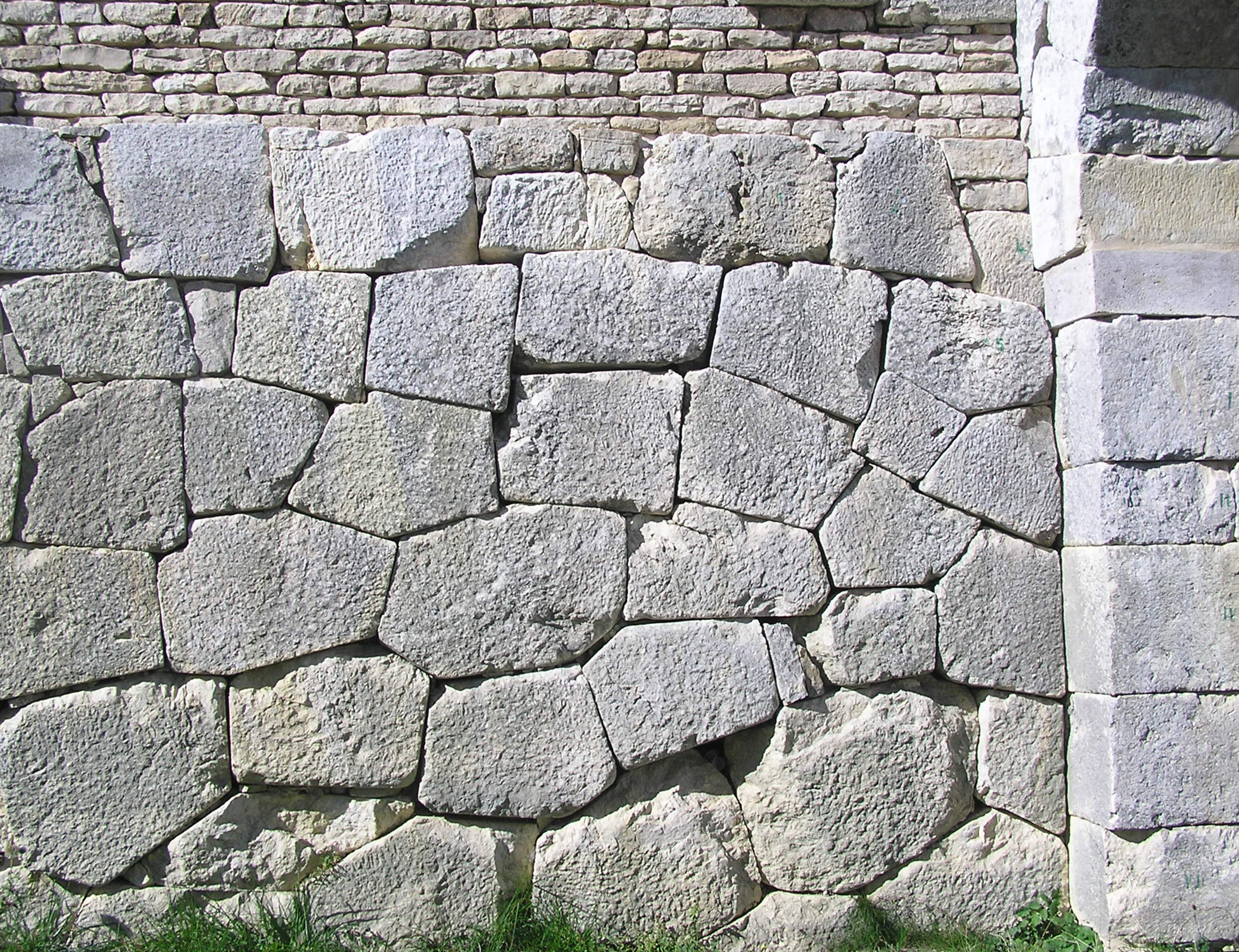
Opera poligonale di "terza maniera" nel teatro antico del centro sannita di Pietrabbondante (IS)

L'opera poligonale (opus poligonale, opus siliceum) è una tecnica di costruzione antica diffusa nell'Italia centrale, dal VII sec. a.C. ed applicata anche in altre epoche storiche.
Consiste nella sovrapposizione di massi in pietra non lavorati o poco lavorati, anche di notevoli dimensioni, senza ausilio di malta o altri leganti. Lo stesso peso dei massi utilizzati assicura, infatti, la stabilità delle strutture che, in genere, presentano uno spessore maggiore alla base e si rastremano (assottigliano) verso l'alto.

## Caratteristiche
La tecnica venne utilizzata, in particolare, per le mura cittadine, o altre fortificazioni, e per terrazzamenti e podi di templi, opere in genere costruite sui pendii. Spesso i massi, raccolti nella parte alta del pendio, venivano semplicemente fatti scivolare verso il basso, raggiungendo la sommità del muro in costruzione, in genere appoggiato ad un terrapieno.
In opera poligonale sono costruite le mura urbane di numerosi centri del Latium vetus, come ad esempio nelle città di  Anxur (Terracina), Aletrium (Alatri), Circei (presso San Felice Circeo), Cora (Cori), Ferentinum (Ferentino), Norba (presso Norma), Praeneste (Palestrina), Setia (Sezze), Signia (Segni).
Ne erano state distinte quattro "maniere", che, sebbene rappresentino dal punto di vista della tecnica un progressivo miglioramento, danno dal punto di vista cronologico solo un'indicazione di massima: le tecniche più antiche continuavano infatti ad essere utilizzate.
I materiali impiegati sono prevalentemente pietre calcaree locali, disponibili sul luogo stesso della costruzione.
- Nella I maniera i massi sono utilizzati come trovati in natura, senza lavorazioni o solo sommariamente sbozzati, con ampi interstizi riempiti da schegge e frammenti di rincalzo.
- Nella II maniera i massi vengono scelti con maggior cura e subiscono una grossolana lavorazione, soprattutto sui piani di posa e sulla faccia in vista, I giunti sono più precisi e gli interstizi, sempre riempiti con schegge e materiale di risulta, più piccoli. Questa tecnica veniva utilizzata in zone di pendio dove i massi venivano appoggiati al terreno per favorirne l'equilibrio.
- Nella III maniera la pietra viene lavorata in modo che le superfici di contatto coincidano perfettamente, senza interstizi; sulla faccia in vista sono perfettamente piani, di forma poligonale si adattano perfettamente gli uni agli altri. Si cura che i piani di posa non siano troppo accentuatamente inclinati.
- Nella IV maniera i piani di appoggio tendono a divenire orizzontali, pur restando discontinui, e i blocchi tendono ad assumere una forma parallelepipeda. A volte, questa tendenza alle forme parallelepipede nei blocchi dipende dalle caratteristiche naturali della pietra utilizzata, quando questa tende a fratturarsi secondo piani paralleli tra loro. In questa tecnica ci si concentra anche sull'aspetto decorativo che diventa un Bugnato.